# Bowe Bergdahl
Robert Bowdrie Bergdahl (Sun Valley, 28 marzo 1986) è un militare statunitense, che è stato prigioniero dei talebani della Rete Haqqani tra il 30 giugno 2009 e il 31 maggio 2014.
Le circostanze del suo allontanamento dall'avamposto afghano a cui era assegnato e la sua cattura da parte dei talebani sono oggetto di discussione e dibattito.
Venne liberato e soccorso il 31 maggio 2014 dalla Delta Force, nell'ambito di un accordo tra il governo degli Stati Uniti e i talebani, in cambio della liberazione di cinque prigionieri afghani (i cosiddetti Taliban Five) detenuti nel campo di prigionia di Guantánamo.

## Giovinezza
Bowe Bergdahl è nato il 28 marzo 1986 a Sun Valley (Idaho) da una famiglia di fede presbiteriana ortodossa, figlio di Jani Larson e Robert "Bob" Bergdahl, camionista commerciale della UPS. Bergdahl ha una sorella maggiore, Sky Albrecht, nata nel 1983, ed è stato educato a casa da sua madre Jani ad Hailey. Bowe è inoltre di origini norvegesi e svedesi.
All'età di 20 anni ha ricevuto il diploma GED presso il College of Southern Idaho. Bergdahl ha praticato scherma e le arti marziali prima di diventare ballerino presso la scuola di ballo di Sun Valley in Ketchum. Non ha mai posseduto un'automobile, ma ha attraversato in sella alla sua bicicletta. Inoltre tra il 2007 e il 2008 ha trascorso molto tempo in un monastero buddista. Si è fidanzato, prima della cattura, con Monica Lee, di tre anni più giovane.

## Arruolamento nell'esercito e assegnamento in Afghanistan
Nel 2006 tenta di entrare nella Guardia Costiera degli Stati Uniti e nella Legione straniera francese. Dalla prima viene respinto durante l'addestramento base dopo ventisei giorni per motivi psicologici mentre nella seconda non viene arruolato.
Nell'autunno 2008 si arruola volontario nell'Esercito degli Stati Uniti, frequentando la Scuola di Fanteria di Fort Benning, in Georgia. Venne assegnato nella Compagnia Blackfoot, 1º Battaglione del 501º Reggimento di Fanteria della 4th Brigade Combat Team (Airborne), 25ª Divisione di Fanteria di guarnigione a Fort Richardson, in Alaska, e nel maggio 2009, con il rango di soldato di prima classe, viene spedito nell'avamposto di Mest-Malak, in Afghanistan, con l'incarico di condurre operazioni di pattuglia contro i talebani. Durante l'assegnamento Bowe imparò la lingua pashtu e, secondo lo specialista Jason Fry, Bergdahl ha iniziato ad isolarsi dai suoi commilitoni, trascorrendo più tempo con gli afghani. Il padre di Bergdahl ha descritto agli investigatori militari suo figlio come "psicologicamente isolato".
Il 25 giugno 2009, cinque giorni prima della cattura, il battaglione di Bergdahl perse il tenente Brian Bradshaw, ucciso da una trappola esplosiva nei pressi del villaggio di Yahya Khel, non lontano dall'avamposto di Bergdahl. Secondo il periodico americano Rolling Stone, il padre di Bowe sostiene che Bradshaw e Bowe si erano avvicinati nel National Training Center e la sua morte ha oscurato l'umore di suo figlio.

## Prigionia
Bowe Bergdahl è scomparso nella notte del 30 giugno 2009 nei pressi della città di Yahya Kheyl nella provincia di Paktika. Le circostanze della sua cattura sono al centro di alcune controversie. In un video, Bergdahl ha dichiarato di essere stato catturato in un'imboscata mentre era di pattuglia. Fonti talebane, invece sostengono che Bergdahl è caduto in un agguato, dopo essersi ubriacato fuori dall'avamposto. Fonti militari statunitensi negano comunque tale evento, mentre un portavoce del Dipartimento della Difesa ha dichiarato la propria soddisfazione nel "vedere illeso Bergdahl", ma che "ancora una volta, questo è un video di propaganda dei talebani". Altre fonti hanno affermato che Bergdahl si sia spinto al di fuori dell'avamposto dopo un suo turno, o che fosse stato catturato mentre si trovava in una latrina. Secondo un articolo dell'Associated Press a partire dal 2009, il Dipartimento della Difesa ha attribuito la sua scomparsa ad un allontanamento volontario fuori dalla base, in una zona conosciuta per essere una roccaforte dei talebani e di conseguenza è stato fatto prigioniero.
Il generale Nabi Mullakheil della polizia nazionale afgana ha detto che la cattura si è verificata nella provincia di Paktika. Altre fonti dicono che è stato catturato da un gruppo di talebani guidato da Maulvi Sangin, trasferito poi nella provincia di Ghazni. È stato tenuto in ostaggio dalla rete Haqqani, un gruppo di ribelli affiliato con i talebani, probabilmente da qualche parte in Pakistan. Bergdahl era un soldato di prima classe quando è stato catturato. Tuttavia venne promosso Specialista il 19 giugno 2010, e Sergente il 17 giugno 2011.

### Circostanze sulla scomparsa
Un'indagine del Pentagono del 2010 ha concluso che Bergdahl si fosse allontanato dalla sua unità. Bergdahl aveva infatti scritto un'e-mail ai suoi genitori in cui ha riferito di essere disilluso dallo sforzo bellico e infastidito dal trattamento degli afghani da parte soldati americani. Ha anche detto nella sua e-mail che si vergognava di essere americano. Alcune fonti dicono che ha lasciato una nota esplicativa prima di lasciare, anche se questo è stato negato.
Martin Dempsey, presidente del Joint Chiefs of Staff ha affermato: "Le domande sulla condotta di questo particolare soldato sono separate dal nostro sforzo di recuperare qualsiasi membro del servizio degli Stati Uniti in cattività nemica" e che l'esercito indagherà sulle circostanze della cattura di Bergdahl. "Come ogni americano, è innocente fino a prova contraria. I leader del nostro esercito non distolgono lo sguardo di cattiva condotta, se si è verificato. Nel frattempo, continueremo a prenderci cura di lui e della sua famiglia".
Alcuni commilitoni di Bergdahl lo hanno definito un disertore. Nathan Bradley Bethea, membro del battaglione di Bergdahl, ha scritto in un articolo del Daily Beast affermando che non vi era alcuna pattuglia in marcia nel giorno della scomparsa di Bergdahl, e che lui aveva parlato del suo desiderio di marciare fino in India. Bethea ha scritto che la brigata ha ricevuto ordine di non discutere di Bergdahl per ragioni di sicurezza, ma ora che è stato ritrovato non c'è più la necessità di ulteriore silenzio. Cody Full, altro membro del plotone di Bergdahl, ha dichiarato che "lui ha consapevolmente disertato mettendo migliaia di persone in pericolo". Full ha anche detto che Bergdahl aveva spedito il suo computer e altri beni a casa prima della sua scomparsa.

### Negoziazioni con i talebani
Il 18 luglio 2009, i talebani hanno pubblicato un video che mostra il Bergdahl catturato, dove appare con un'aria spaventata. In una dichiarazione del Dipartimento della Difesa rilasciata il 19 luglio ha confermato che Bergdahl venne considerato prigioniero dal 1º luglio 2009, mentre dal 3 luglio il suo stato venne cambiato in catturato. Nel video, nella durata di 28 minuti, uno dei suoi rapitori ha alzato le sue piastrine di riconoscimento per stabilire che l'uomo catturato era Bergdahl. Inoltre la data del video risale al 14 luglio 2009.
Nel dicembre 2009, cinque mesi dopo la scomparsa, il braccio di supporto dei talebani ha pubblicato un video di "un soldato americano catturato in Afghanistan". I talebani nominano il prigioniero, ma l'unico soldato americano noto per essere in prigionia era Bergdahl. Diversi funzionari militari statunitensi avevano cercato la posizione di Bergdahl , ma non si sapeva pubblicamente se era detenuto in Afghanistan o nel vicino Pakistan, una zona off-limits per le forze americane situate in Afghanistan.
Il 25 dicembre 2009 venne pubblicato un altro video, che mostrava Bergdahl in uniforme da combattimento, elmetto e occhiali da sole. Nel video l'ostaggio descrive il suo luogo di nascita, il suo impiego in Afghanistan e la sua successiva cattura, e ha fatto diverse dichiarazioni riguardanti il trattamento umano ricevuto dai suoi rapitori, che contrasta gli abusi subiti dai ribelli nei carceri. Ha concluso dicendo che gli Stati Uniti non dovrebbero essere coinvolti in Afghanistan e che la sua presenza lì è paragonabile alla guerra del Vietnam.
I talebani hanno originariamente chiesto un riscatto di 1.000.000 di dollari e la liberazione di 21 prigionieri afghani, compresa Aafia Siddiqui, scienziata pakistana condannata a 86 anni di carcere in un tribunale americano con l'accusa di tentato omicidio di diversi soldati americani in Afghanistan. La maggior parte dei prigionieri afghani sono detenuti nel campo di prigionia di Guantánamo a Cuba. I talebani hanno successivamente ridotto la richiesta al rilascio di sei prigionieri talebani in cambio della liberazione di Bergdahl. Tuttavia un comandante talebano di nome Awal Gul morì di infarto il 2 febbraio 2011 riducendo la richiesta al rilascio di cinque prigionieri talebani.
Il 7 aprile del 2010, i talebani hanno pubblicato un terzo video di Bergdahl, con capelli e barba lunga, richiedendo la liberazione dei prigionieri afghani detenuti a Guantánamo e alla base aerea di Bagram. Nel giugno 2010, Bergdahl riuscì a fuggire dai suoi sequestratori, ma cinque giorni dopo venne nuovamente catturato. Nell'agosto 2010, è stata diffusa la notizia che un comandante talebano di nome Haji Nadeem ha dichiarato che Bergdahl sta aiutando ad addestrare i talebani nella fabbricazione di bombe e nelle tattiche di fanteria. Il Pentagono ha respinto la diceria che " l'addestramento " fosse segno di propaganda dei talebani. Nel novembre 2010 Bergdahl è apparso nuovamente in un breve e quarto video e nel maggio 2011 in un quinto video.
È stato riferito nel dicembre 2011 che sia nuovamente riuscito a fuggire tra agosto e settembre, ma è stato ripreso tre giorni dopo. Nel giugno 2013, i suoi genitori hanno ricevuto, attraverso la Croce Rossa, una sua lettera. Nel mese di gennaio 2014 gli Stati Uniti hanno ricevuto un altro video risalente al 14 dicembre 2013 secondo il quale il paracadutista è ancora vivo. Bergdahl ha inoltre menzionato la morte del presidente sudafricano Nelson Mandela, il che dimostra che il video era stato girato dopo il 5 dicembre 2013.

### Sforzi di soccorso
I suoi commilitoni hanno riferito di un aumento degli attacchi contro gli americani nella provincia di Paktika nei giorni e nelle settimane successivi alla scomparsa di Bergdahl. Durante le ricerche del paracadutista, vennero distribuiti dai militari due volantini in Pashtun: in uno c'era un soldato americano sorridente che stringeva la mano a dei bambini afghani, con una scritta che diceva "ospite". Nel secondo vi era invece una porta abbattuta e una scritta che minacciava i rapitori di Bergdahl. Inoltre nel luglio 2009, un mese dopo la scomparsa, una squadra d'assalto DEVGRU dei Navy SEALs, a bordo di elicotteri CH-47 Chinook, ha condotto un'operazione in un complesso a sud di Kabul dove si presumeva fosse prigioniero Bergdahl. Questo evento venne narrato con dovizia di particolari,nel saggio del 2012 No Easy Day, di Mark Owen.
La CNN ha riferito che, secondo i militari coinvolti nelle operazioni per liberare il paracadutista, almeno sei soldati sono stati uccisi nel corso delle ricerche. Un portavoce del Pentagono ha detto che è impossibile confermare se la morte di qualcuno fosse direttamente legata alla ricerca di Bergdahl, ma ha in seguito dichiarato che il Dipartimento della Difesa approfondirà le circostanze dei decessi.

### Torture durante la prigionia
Secondo un alto funzionario degli Stati Uniti, il paracadutista ha dichiarato ai funzionari militari che, dopo aver cercato di fuggire, sia stato in seguito torturato, picchiato e rinchiuso in una gabbia dai suoi rapitori talebani. Riferì anche ai funzionari medici che, come conseguenza del tentativo di evasione, per diverse settimane, era stato rinchiuso in una gabbia di metallo nel buio più totale.

## Liberazione
Il 31 maggio 2014 Bergdahl venne liberato nella provincia di Khost dai suoi rapitori, e soccorso dalla Delta Force, un corpo speciale dell'esercito americano e componente del Joint Special Operations Command. Il suo rilascio venne effettuato in cambio di cinque detenuti di Guantánamo trasferiti sotto custodia del Qatar. Alle 10:30 ora locale (EDT) del 31 maggio 2014 Bergdahl fu consegnato da 18 talebani ad una squadra speciale della Delta, in quella che è stato descritta come una "consegna pacifica".
Un video pubblicato dai talebani, nella durata di 8 minuti e 4 secondi, mostra Bergdahl seduto all'interno di un pick-up mentre attende l'arrivo di un elicottero UH-60 Black Hawk. Atterrato l'elicottero, dal mezzo scende un gruppo di tre uomini in abiti civili della Delta Force, che prendono in consegna Bergdahl, mentre uno dei soldati stringe la mano ad uno dei talebani che alzavano bandiera bianca in segno di pace. Dopodiché i tre soldati conducono il prigioniero a bordo dell'elicottero e il velivolo si alza in volo per allontanarsi dal rendez-vous.
Dopo la liberazione Bergdahl venne inizialmente trasferito in una base segreta nell'Afghanistan orientale. In seguito fu portato alla base aerea di Bagram prima di essere condotto presso il Landstuhl Regional Medical Center, in Germania, e sottoposto a cure mediche. Il 13 giugno 2014 fu infine trasportato con un aereo militare a San Antonio, Texas, presso il Medical Brooke Army Centrare per completare il suo recupero e reinserimento nella vita militare.
I detenuti talebani, noti come "Taliban Five", sono Mohammad Fazl, Khairullah Khairkhwa, Abdul Haq Wasiq, Norullah Noori e Mohammad Nabi Omari. Erano rispettivamente: capo dell'esercito personale dei talebani, un vice-ministro dell'intelligence, un ex-ministro degli interni e altre due figure di alto livello.
Un anno prima, il portavoce della Casa Bianca, Jay Carney aveva assicurato alla stampa americana che la decisione di liberare Bergdahl sarebbe stata eseguita solo dopo aver consultato il Congresso, in conformità con la legge.

### Sforzi di liberazione
Per mesi, i negoziatori americani hanno cercato di organizzare il trasferimento dei cinque prigionieri talebani detenuti a Guantánamo in Qatar. Il trasferimento venne inteso come una di una serie di misure di fiducia progettate per aprire colloqui politici tra i talebani e il governo del presidente afgano Hamid Karzai. Questa mossa, al centro della strategia degli Stati Uniti per porre fine al lungo e costoso conflitto in Afghanistan, avrebbe dovuto portare direttamente alla liberazione di Bergdahl. I talebani hanno ripetutamente invitato gli Stati Uniti a liberare i propri detenuti a Guantánamo Bay in cambio della liberazione dei prigionieri occidentali. In definitiva, l'amministrazione Obama ha accettato lo scambio dei prigionieri, permettendo a Bergdahl di essere rilasciato il 31 maggio 2014.

### Dibattito sui negoziati
Il Segretario della Difesa Chuck Hagel ha espresso contrarietà su quanto avvenuto, dichiarando che Bergdahl era un "prigioniero di guerra" e che gli Stati Uniti "non negoziano con i terroristi".
La rivista The Time ha pubblicato un articolo in cui affermava che i talebani non sono terroristi di per sé e che non sono presenti sulla lista ufficiale del Dipartimento di Stato delle organizzazioni terroristiche. Inoltre non stanno tramando, per esempio, di dirottare aerei di linea e che sono semplicemente un gruppo nemico che combatte per il controllo dell'Afghanistan.
Inoltre la rivista The Time ha sottolineato che gli Stati Uniti e altri paesi avevano più volte già "negoziato con i terroristi" negli anni precedenti.
Nel febbraio 2014 la CNN ha pubblicato un articolo che dissertava sulla possibilità di rilasciare Bergdahl in cambio della liberazione di cinque talebani e ha concluso che "le discussioni circa il rilascio di Bergdahl con i talebani afghani non sono direttamente con un'organizzazione terroristica di per sé, ma piuttosto con un gruppo insorto che ha un'ala terroristica".
Nel mese di agosto 2014 il Government Accountability Office ha pubblicato un rapporto affermando che il Pentagono ha violato la legge, nell'effettuare la scambio di prigionieri, e che, come richiesto dalla legge, e a causa di essa, non ha comunicato la notizia al Congresso degli Stati Uniti in anticipo.

### Indagini su Bergdahl
Il 16 giugno 2014, l'esercito americano ha affermato di aver iniziato ad indagare su fatti e circostanze circa la scomparsa e la cattura di Bergdahl in Afghanistan. Il 25 giugno 2014, l'esercito americano ha annunciato che non vi è "alcuna prova" che Bergdahl sia stato impegnato in qualsiasi cattiva condotta durante i suoi anni di prigionia.
Il 14 luglio 2014 i rapporti pubblicati hanno dichiarato che Bergdahl poteva essere restituito al servizio attivo. Nel mese di agosto 2014 venne annunciata l'apertura di un'inchiesta condotta dal maggior generale Kenneth Dahl.